# Aeria sisenna
Aeria sisenna is een vlinder uit de onderfamilie Danainae van de familie Nymphalidae. De wetenschappelijke naam van de soort is voor het eerst geldig gepubliceerd in 1899 door Gustav Weymer.